# 関香澄
関 香澄（せき かすみ、6月2日 - ）は、日本の女性声優。栃木県出身。

## 人物
以前はぷろだくしょんバオバブに所属していた。
特技はみじん切り、サッカー（運動全般）、アルトサックス。
趣味は映画鑑賞、海外ドラマ鑑賞、カラオケ。
方言は栃木弁。
吹き替えへの出演が多い。

## 出演

### テレビアニメ
- 忍者ハットリくん（2012年）
- Re:ステージ! ドリームデイズ♪（2019年、紗由の母）
- サザエさん（2020年）

### WEBアニメ
- ファイトリーグ（スティッキージェット）

### ゲーム
- タワー オブ アイオン（2009年、プリーダ、フィナンシェ）
- 100% OrangeJuice（2013年、ミラ）
- ファイトリーグ（2017年、スティッキージェット）
- ファイナルファンタジーVII リメイク（2020年）

### 吹き替え

#### 映画
- ゲームオーバー!（シュガー）
- この愛に生きて（ベス、看護師）
- 潜入者（アンドレア、ビアンカ 他）
- ナイト・オブ・シャドー 魔法拳
- ブルーラグーン 〜恋の目覚め〜（ヘレン）
- ベンジー（女性警官）
- ラストツアー（女優）
- #REALITYHIGH（サベージ先生、少年 他）
- ロストマネー 偽りの報酬（シヴォーン）

#### ドラマ
- iゾンビ（ジョイス・コリンズ、エレノア、記者女、評論家女）
- ヴァイキング 〜海の覇者たち〜（ソルン）
- 仮面の王 イ・ソン（チュ・ジャヨン）
- クィア・アイ（ヴィンセント 他）
- グッド・ファイト シーズン2（エミリー）
- グッド・ワイフ6（ディナ・リー・ボイキン）
- グッバイ・クリストファー・ロビン（夫人、少年）
- クリミナル・マインド FBI行動分析課（少年ジョン、レベッカ）
- GONE/ゴーン（キャシー、ホリー）
- シカゴ・メッド（コートニー）
- 高い城の男（ニコール）
- ダンシング・ドラァグ・クイーン（ティファニー）
- 超能力ファミリー サンダーマン（チェスター）
- HAWAII FIVE-0 シーズン8（警官、リポーター）
- 5ファースト・デート（女性）
- FAMOUS IN LOVE（マディ）
- ヘチ 王座への道
- リアルガールズ・イン・プリズン（ハンナ・エイブレッグ、ゴルボ、ローガン 他）
- レジデント 型破りな天才研修医（シドニー）
- ローデッド: 4人の幼稚なミリオネア（ポーラ、レイチェル）
- ロスト・ボーイズ シーズン3（ティリー）
- ワン・ミシシッピ 〜ママの生きた道、ワタシの生きる道〜（ベック、シエナ）

#### アニメ
- ビッグシティ・グリーン（ヴァル、警備員）
- プリンセス ユニキャット（ボー、クッキー、コウモリ）
- ブルーイ（ラッキー）

### ボイスオーバー
- 地球ドラマチック
  - インド発！ 天文衛星 開発物語（ナヴァルカーの母親）
  - 大人になったらやりたいこと！〜キッズお仕事体験記〜（ウーナ、アレグザンドリア・ウィルビー）